# Максимилиан I (король Баварии)
Максимилиан I Мария Михаэль Иоганн Баптист Франц де Паула Иосиф Каспар Игнатий Непомук Баварский (нем. Maximilian I. Maria Michael Johann Baptist Franz de Paula Joseph Kaspar Ignatius Nepomuk von Bayern; 27 мая 1756 — 13 октября 1825) — курфюрст Баварии в 1799—1806 годах под именем Максимилиан IV, король Баварии в 1806—1825 годах под именем Максимилиан I из династии Виттельсбахов.
Его царствование ознаменовалось энергичными реформами в духе просвещённого абсолютизма, которые проводил премьер-министр Монжела, продержавшийся у власти до 1817 г. Было отменено крепостное право, секуляризована значительная часть церковных имуществ, преобразованы во французском духе суд и администрация, введена веротерпимость, поднято народное просвещение.

## Биография
Сын принца Фридриха Михаэля Пфальц-Биркенфельдского и Марии Франциски Зульцбахской. Детство Максимилиана прошло в Страсбурге, где его воспитателем был бретонец Агатон Гинеме. Осиротев, с 11 лет служил французской короне. С 12 ноября 1770 года по 18 апреля 1776 года, вслед за своим дядей, был полковником Эльзасского полка французской армии (набранного преимущественно из немцев). В 1795 году наследовал герцогство Пфальц-Цвейбрюккен, а по пресечении со смертью Карла Теодора Пфальц-Зульцбахской линии в 1799 году стал курфюрстом Пфальц-Баварии и герцогом Юлиха и Берга (до этого смог предотвратить проект обмена Старой Баварии на Австрийские Нидерланды).
В своей внешней политике «король Макс» ориентировался на наполеоновскую Францию. Согласно Пресбургскому мирному договору 1805 года Бавария — при поддержке Франции — становится королевством, а Максимилиан — её первым королём. В 1805 и 1810 годах Бавария присоединяет к своей территории Тироль и Зальцбург соответственно. Правда, за союз с Францией стране приходится заплатить высокую цену: в походе Наполеона против России в 1812 году погибли 30 тысяч баварских солдат и офицеров. В октябре 1813 года, за десять дней до битвы под Лейпцигом, Максимилиан разрывает союз с Наполеоном. 7 ноября 1813 года был награждён орденом св. Андрея Первозванного. На Венском конгрессе 1814 года Бавария возвращает Австрийской империи Тироль и Зальцбург, однако компенсирует себе эти потери присоединением земель в Швабии и Франконии, а также Нижнего (Рейнского) Пфальца.
Множество монастырей было при нём распущено, университет перенесён из Ингольштадта в Ландсгут, основана Академия искусств, улучшено школьное дело, предприняты коренные реформы в военном ведомстве, финансах, крестьянских делах, судопроизводстве и полиции.
В память об участии Максимилиана в секуляризации баварского образования его имя (вместе с именами основателей) носят два университета Баварии: Вюрцбургский университет имени Юлиуса и Максимилиана и Мюнхенский университет имени Людвига и Максимилиана. Имя Макса Иосифа носит одна из площадей в старой части Мюнхена.

## Семья
В 1785 году он женился на Августе Вильгельмине Гессен-Дармштадтской, у них родилось пятеро детей:
- Людвиг (1786—1868), следующий король Баварии;
- Августа (1788—1851), в 1806 году вышла замуж за Евгения Богарне, принца Лейхтенбергского;
- Амалия (1790—1794);
- Каролина (1792—1873), в 1808 году вышла замуж за Вильгельма I, короля Вюртемберга, с которым развелась в 1814 году, в 1816 году вышла замуж за Франца II, императора Священной Римской империи;
- Карл Теодор (1795—1875).

Овдовев в 40 лет, Максимилиан I женился второй раз в 1797 году на Каролине Баденской, дочери Карла Людвига Баденского. В этом браке родились:
- сын (1799);
- Максимилиан (1800—1803);

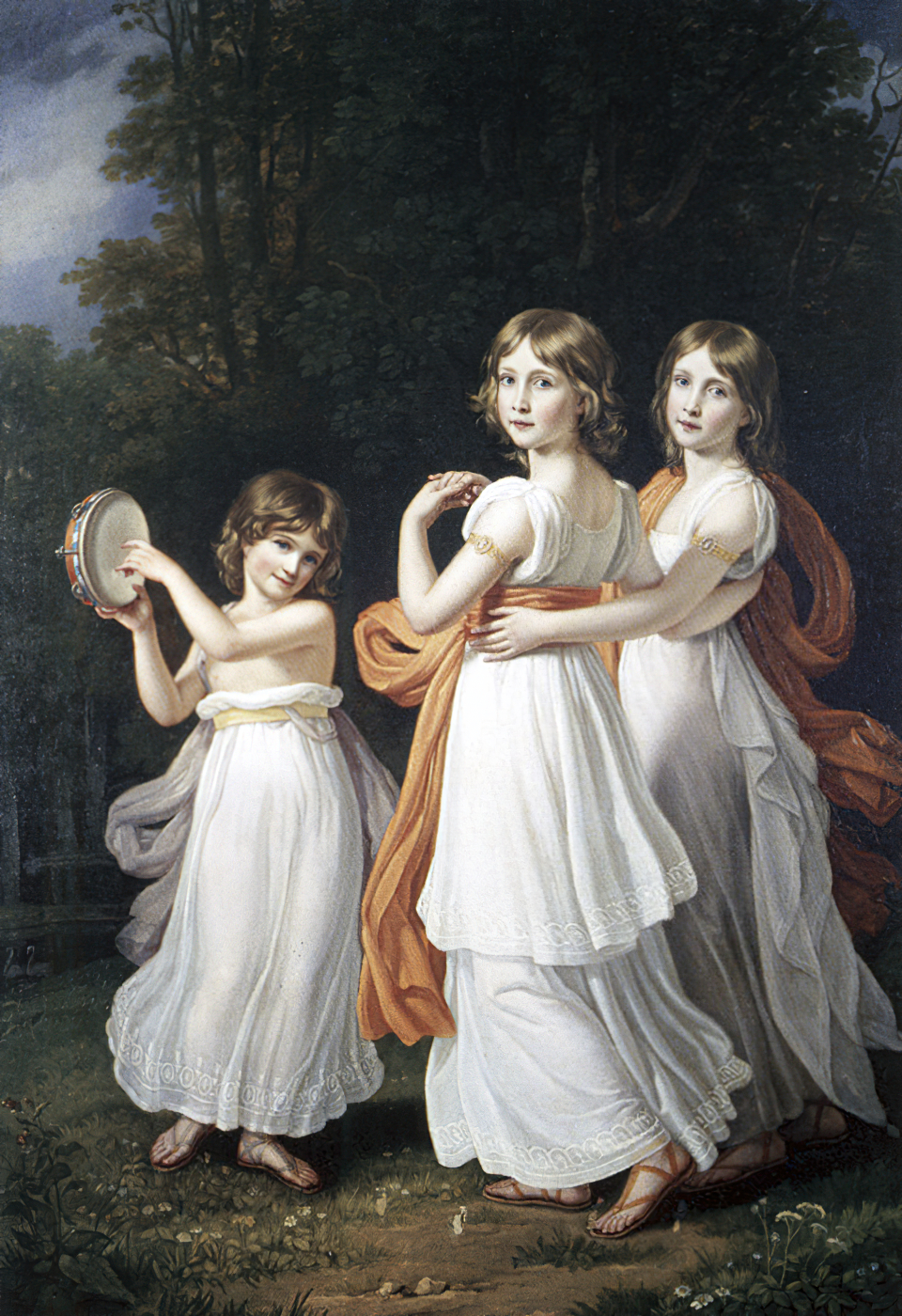
Йозеф Карл Штилер. Портрет дочерей Максимилиана I: Людовики, Марии и Софии

- Елизавета (1801—1873), в 1823 году вышла замуж за Фридриха Вильгельма IV, короля Пруссии;
- Амалия (1801—1877), в 1822 году вышла замуж за Иоганна, короля Саксонии;
- Мария (1805—1877), в 1833 году вышла замуж за Фридриха Августа II, короля Саксонии;
- София (1805—1872), в 1824 году вышла замуж за Франца Карла Австрийского;
- Людовика (1808—1892), в 1828 году вышла замуж за герцога Максимилиана Виттельсбаха;
- Максимилиана (1810—1821).